# Oskar Fleischer
Oskar Fleischer (* 7. prosince 1892 – ?) byl před druhou světovou válkou šéfem úřadovny gestapa v Annabergu v Sasku a též členem drážďanského Abwehru. Po okupaci Československa působil jako kriminální inspektor III. oddělení, referátu III A pražského gestapa, kde proslul svojí brutalitou. Měl na svém kontě největší počet zatčených. Byl velitelem týmu gestapa pověřeného Hansem-Ulrichem Geschkem dopadením Tří králů.
Oskar Fleischer byl jeden z nejkrutějších členů pražského gestapa , přezdívaný též "Řezník". Zasloužil se o dopadení pachatelů atentátu na Heydricha  a byl za to povýšen. Na československé listině válečných zločinců  figuruje pod číslem 343.  Po druhé světové válce se mu podařilo uprchnout do západního Německa.  Nebyl nikdy odhalen. Ještě v 60. letech dvacátého století žil údajně v SRN.